# Avenida Córdoba

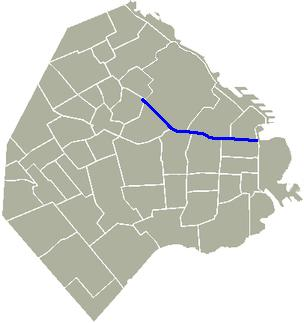
Verlauf der Avenida Córdoba

Die Avenida Córdoba ist eine der Hauptdurchgangsstraßen in der argentinischen Hauptstadt Buenos Aires. Sie ist gut acht Kilometer lang und durchquert insgesamt neun Stadtteile.

## Überblick
Wie die Avenida del Libertador und die Avenida Alvear war auch die Avenida Córdoba ein Stadtplanungsprojekt des damaligen Bürgermeisters Torcuato de Alvear. Im Rahmen dieses Projekts wurde die Avenida Córdoba in den 1880er Jahren verbreitert. In den 1930ern wurde die Linie D der U-Bahn von Buenos Aires zum großen Teil unter der Avenida gebaut. 1967 wurde sie zur Einbahnstraße, führt seitdem von Ost nach West und ist daher eine der Hauptrouten im Feierabendverkehr für Pendler, die im Geschäftsviertel San Nicolás arbeiten.

## Verlauf und wichtige Bauwerke
Die Avenida Córdoba hat ihren Anfang an der Avenida Eduardo Madero als Fortsetzung der Cecilia-Grierson-Straße in Puerto Madero, im Osten der Stadt. Sie führt dann durch das Geschäftszentrum und bildet die Grenze zwischen Retiro im Norden und San Nicolás im Süden. Hier findet man das südamerikanische Hauptquartier von Microsoft, das 2000 eröffnet wurde, und das Alas-Gebäude. Letzteres wurde in den frühen 1950ern während der Regierungszeit von Juan Perón für die argentinische Luftwaffe gebaut und war mit seinen 42 Stockwerken bis 1995 das höchste Gebäude in Argentinien. Ein paar Blöcke weiter kreuzt die Avenida Córdoba die Fußgängerzone Calle Florida. An der südöstlichen Ecke befindet sich das Einkaufszentrum Galerías Pacífico, das 1889 als Gegenstück zum Pariser Kaufhaus Le Bon Marché erbaut wurde. Die eklektische Fassade im Stil des Beaux Arts spiegelt sich im gegenüberliegenden Gebäude der Assoziation der Marine-Offiziere wider.
An der Kreuzung Maipú-Straße befindet sich das Café St. James, in dem der Schriftsteller Jorge Luis Borges Stammgast war und in den 1950ern und 1960ern Vorlesungen über englische Literatur hielt. In den 1950ern wurde die Avenida 9 de Julio über die Avenida Córdoba hinaus verlängert. An der Kreuzung der beiden Avenidas stehen heute zwei Brunnen, die ursprünglich auf der Plaza de Mayo standen. An dieser Kreuzung baute auch der italienische Autohersteller Fiat 1965 sein argentinisches Hauptquartier.

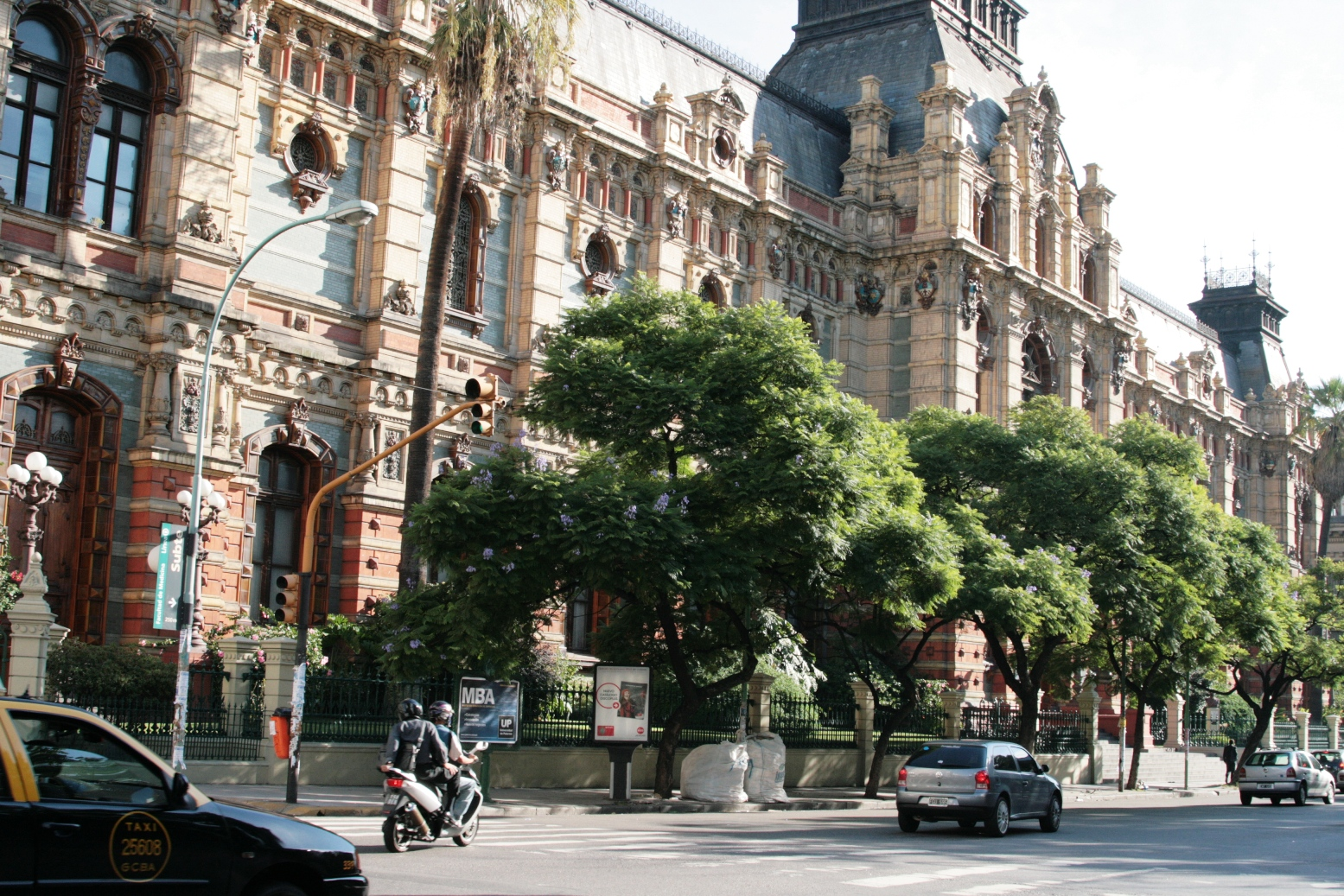
Palacio del Aguas im Stadtteil Balvanera

Einen Block weiter trifft die Avenida Córdoba auf die Libertad-Straße. Dort kann man die Plaza Lavalle, das Teatro Cervantes und den Templo Libertad, die wichtigste Synagoge von Buenos Aires, sehen. Weiter westlich passiert die Avenida den Palacio del Aguas Argentina (dt.: Wasserpalast), ein Pumpwerk, das 1877 gebaut wurde. Gegenüber steht die Lehrerbildungsanstalt Sáenz Peña. An der Avenida findet man weiter auch diverse Gebäude der Universität von Buenos Aires, darunter die Medizinische Fakultät und die Universitätsklinik sowie die Fakultät für Wirtschaftswissenschaften. Auch das Conservatorio Nacional Superior de Música (Argentina) (Nationalkonservatorium) steht hier.
Nach der Kreuzung Avenida Callao verläuft die Avenida Córdoba zwischen den Stadtteilen Recoleta und dem jüdischen Viertel Balvanera. Hier steht das Gebäude der Asociación Mutual Israelita Argentina, dessen Originalgebäude 1994 durch einen bis heute nicht aufgeklärten terroristischen Anschlag zerstört wurde.
Die Avenida Córdoba führt dann weiter an Almagro, Villa Crespo und Palermo vorbei. Zwischen Villa Crespo und Palermo nimmt die Avenida eine nordwestliche Richtung. Das Teilstück der Avenida entlang Villa Crespo ist auch bekannt für seine vielen Bekleidungs- und Schuhgeschäfte. Die Avenida Córdoba endet an der Avenida Federico Lacroze, führt geographisch aber als Giribone-Straße noch acht Blöcke weiter in den Stadtteil Chacarita hinein.